# Pseudoserpusia polychroma
Pseudoserpusia polychroma är en insektsart som beskrevs av Vitaly Michailovitsh Dirsh 1962. Pseudoserpusia polychroma ingår i släktet Pseudoserpusia och familjen gräshoppor. Inga underarter finns listade i Catalogue of Life.